# Ingeborg Brings
Ingeborg Brings (* 1963) ist eine deutsche Schauspielerin.

## Karriere
Brings erhielt ihre Schauspielausbildung von 1993 bis 1997 an der Schauspielschule am Ring in Köln. Anschließend absolvierte sie verschiedene Workshops, unter anderem bei John Costopoulos, Wolfgang Becker, Friedemann Fromm und dem Regisseur Samir.
Ingeborg Brings ist bei Alles was zählt seit 2006 in der Rolle der Renate Scholz, der Hausdame und Haushälterin der Familie Steinkamp zu sehen. Brings spielte in dem Film Das Herbstturnier, der 2007 beim Max Ophüls-Filmfestival gezeigt wurde. Ingeborg Brings war auch als Theaterschauspielerin u. a. in Koblenz und Wuppertal tätig.

## Theater (Auswahl)
Ab 1996 spielte Brings an verschiedenen Bühnen in Deutschland in zahlreichen Produktionen, die zum Teil vom Fernsehen aufgezeichnet wurden. Darunter sind:
- 1999: Minna von Barnhelm, Regie: Kerstin Weiß, TIC Wuppertal
- 2000: Boris Godunow, Regie: David Mouchtar-Samorai an der Oper Bonn
- 2000: Surprise, Regie: Tilmann Sack, im Rahmen des Festivals Steirischer Herbst
- 2000: Aschenputtel, Regie: Anna Holtermann, Kinder- & Jugendtourneetheater Witten
- 2004: Hochzeit alla turca, Regie: Hilmi Sözer, Theater Freudenhaus Essen
- 2006: Mutter Courage mit dem Konradhaus Koblenz
- 2007–2009: Tournee mit verschiedenen Stücken des Krimidinner-Theaters aus Essen
- 2008: Sissi, Regie: Frank Sitter, Schlossschauspiel Paderborn

## Film und Fernsehen (Auswahl)
- 2001: Ritas Welt (TV-Serie, Folge Bowling)
- 2004: Das Strafgericht
- seit 2006: Alles was zählt (TV-Serie)
- 2007: Herbstturnier (Kurzfilm)
- 2011: Countdown – Die Jagd beginnt (TV-Serie)